# Magicka
Magicka je akcijsko-pustolovska videoigra neodvisnih razvijalcev Arrowhead Game Studios, ki je izšla v začetku leta 2011 pri založbi Paradox Interactive. Sprva je bila na voljo za odjemanje preko servisa Steam za operacijske sisteme Microsoft Windows, kasneje pa je izšla še fizično na nosilcu DVD.
Igrin svet in zgodba sta ohlapno zasnovana na nordijski mitologiji, pri vzdušju pa igrata veliko vlogo tudi humor in številne satirične reference na popularne filme, igre ter druga dela, kot so Vojna zvezd, Zvezdne steze, World of Warcraft, 300, Warhammer 40.000, Indiana Jones, Monty Python and the Holy Grail, Gospodar prstanov itd. Zgodba govori o štirih čarovnikih svetega reda, ki se odpravijo na boj proti zlobnemu magu.

## Igranje
Igralec prevzame vlogo čarovnika, ki se mora z uporabo ofenzivnih in defenzivnih čarovnij prebiti skozi več stopenj do glavnega nasprotnika in ga premagati. V kampanji lahko sodelujejo do štirje igralci prek internetne povezave.
V osnovni kampanji je 13 stopenj, na koncu vsake je močnejši nasprotnik (»šef«), na poti do njega pa mora igralec pobiti množico šibkejših bitij. Opremljen je s čarovniško palico in običajnejšim orožjem (navadno z mečem). Tekom igre lahko pobira nove palice in orožja, ki mu dajejo različne bonuse pri igranju. Mehanika čaranja temelji na kombiniranju osmih osnovnih elementov, ki jih igralec prikliče z ustrezno tipko in potem sproži bodisi na okolico, bodisi nase. Vsak urok je sestavljen iz enega do petih elementov v pravem vrstnem redu, kar da ogromno število različnih kombinacij. Nekatere od njih so neaktivne dokler se jih igralčev lik ne nauči s pobiranjem knjig urokov. 
Igra ne pozna sistema čarovniške energije oz. mane, kar pomeni, da je čaranje odvisno samo od hitrosti pritiskanja ustreznih kombinacij. Razen palic in orožij igralec ne dobiva opreme in lastnosti njegovega lika se ne spreminjajo tekom kampanje, tako da v igri ni elementov igranja vlog in je poudarek samo na akciji.

## Odziv
Ob izidu je igro zaznamovalo predvsem ogromno število hroščev, ki so povzročali neodzivnost različnih elementov vmesnika, težave pri internetnem povezovanju in popolno sesutje. Razvijalci so zato še nekaj tednov po izidu aktivno odpravljali težave in izdali več popravkov. Kljub začetnim težavam je igra s svojo barvitostjo in humorjem pritegnila presenetljivo veliko pozornosti; že 24 ur po izidu na različnih servisih za digitalno distribucijo je bilo prodanih 30.000 izvodov in pol leta kasneje skoraj 800.000.
Kasneje je izšlo še več dodatkov z novimi preoblekami za like, predmeti, stopnjami in igralnimi načini.